# Heinrich Christoph Engelhardt
Heinrich Christoph Engelhardt, född 1694 i Karlskrona, död 5 april 1765 i Uppsala domkyrkoförsamling, var en svensk organist och director musices vid Uppsala universitet.
Engelhardt var organist i stadsförsamlingen i Karlskrona 1723–1726 och director musices 1727–1764.
Engelhardt samlade under sin tid i Uppsala över 600 musikverk som hade sitt ursprung i Kungliga Akademiska Kapellet. Engelhardts son, Carl Diedric Engelhart, skänkte samlingen 1798 till Lunds universitet, där den dock aldrig kom till användning för konsertändamål då musiken av director musices Christian Wenster ansågs för omodern.

## Verklista
- Ack låt oss besinna, sopran, två violiner och basso continuo (Eng. 709)
- Af jordens mörka grav (för Kristi himmelsfärds dag), SATB, två violiner, två trumpeter och basis continuo (Eng 332.)
- Concerto till Marie bebådelsedag, SATB, två violiner, viola och basis continuo (Eng 662.)
- Denna är den stora dagen (för jubelfesten 1730), Sopran, två violiner och basso continuo (Eng. 320.)
- Herre nu låter du din tjänare fara, Sopran, två violiner, viola, basso continuo (Eng. 362.)
- Ho skall välta av stenen (för påskdagen), Sopran, två violiner/oboer och basso continuo (Eng. 705.)
- Jesus är min fröjd, två sopraner, två flöjter, två violiner och basso continuo(Eng. 707.)
- Klagosång under sorgemusik hållen vid parentation över … Mathias Steuchius, sopran, två violiner och basso continuo (Eng. 708.)
- Sig fröjde nu var kristen man, SATB, två violiner, viola och basso continuo (Eng. 706.)
- Sterb ich in so schönen Armen, sopran, violin och basso continuo (Eng. 456.)
- Straf mich nicht, sopran, två violiner och basso continuo (daterad Helsingborg 1720), (Eng. 704.)
- Vidga ut portarna (för första advent), SATB, två violiner, två trumpeter och basis continuo (Eng. 47.)
- Äkta ståndet (för ett bröllop), sopran, två violiner, och basis continuo (Eng. 80.)

### Kammarmusik
- Sonat i G-dur för violin och basso contini (Eng. 54.)